# Crescenciano Bilbao
Crescenciano Bilbao Castellanos (Barruelo de Santullán, 29 de mayo de 1892-Cuernavaca, 25 de diciembre de 1961) fue un político y sindicalista español, miembro del Partido Socialista Obrero Español (PSOE) y de la Unión General de Trabajadores (UGT). Durante la Segunda República fue diputado en las Cortes.

## Biografía
Nació en la localidad palentina de Barruelo de Santullán en 1892.
A la edad de diez años, sin siquiera haber terminado los estudios primarios, comenzó a trabajar en una mina explotada por la Compañía de los Caminos de Hierro del Norte de España. En 1907 ingresó en la Unión General de Trabajadores (UGT) y cinco años después lo haría en el Partido Socialista Obrero Español (PSOE), desarrollado una pronta actividad sindical.
De cara a las elecciones de 1933 presentó su candidatura a Cortes por la circunscripción de Huelva, obteniendo 60.137 votos y logrando así el acta de diputado. En octubre de 1934 tomó parte en la huelga revolucionaria convocada por el PSOE y otras organizaciones obreras, si bien esta terminaría siendo un fracaso. Crescenciano Bilbao fue detenido por las autoridades portuguesas en Vila Real de Santo António cuando trataba de abandonar España, siendo posteriormente devuelto a territorio nacional y encarcelado. Lograría revalidar su escaño en los comicios de 1936, a los que acudió integrado en las listas del Frente Popular. En estas elecciones obtuvo 78.661 votos. Tras ello fue puesto en libertad por las autoridades.
Tras el estallido de la Guerra civil se unió a la columna mandada por el general José Miaja, que operó en el frente de Córdoba. Posteriormente pasó a formar parte del comisariado político del Ejército Popular de la República, sirviendo como comisario del Ejército del Este. A instancias de Indalecio Prieto, en octubre de 1937 sería situado al frente del Comisariado general —en sustitución del filocomunista Julio Álvarez del Vayo—. Cesaría de todos sus puestos en la primavera 1938.
Con la derrota republicana abandonó España y marchó al exilio, instalándose en México junto a su familia.
Falleció en Cuernavaca la Nochebuena de 1961, a los 71 años de edad.